# Agnes Kunze
Agnes Kunze (* 12. August 1923 in München; † im November 1998) war eine deutsche Sozialarbeiterin und Gründerin eines indischen Sozialprojektes.

## Leben und Werk
Während der Zeit des NS-Regimes brach Agnes Kunze ihr Studium ab, um in einer Anstalt für geistig Behinderte zu arbeiten. Von 1953 bis 1961 war sie Gemeindeschwester im Münchner Stadtteil Hasenbergl.
1961 reiste Kunze mit nur 1.000 DM Grundkapital mit dem Schiff nach Indien mit dem Ziel, dort den Aussätzigen und Ausgestoßenen „Hilfe zur Selbsthilfe“ zu geben, damit diese ein eigenständiges Leben führen konnten. Sie selbst betrachtete sich aber weder als Missionarin oder Entwicklungshelferin. Kunze baute eine Weberei-Genossenschaft auf, in der zwischenzeitlich mehr als 300 Leprakranke arbeiteten, medizinisch betreut wurden und deren Produkte weltweit vertrieben werden. Die vom 2002 gegründeten Straßenkinderprojekt HOPE weitergeführte Weberei und andere Hilfsprojekte in Indien werden bis heute von der Agnes Kunze Society Deutschland e.V. in Großkarolinenfeld unterstützt und betreut.
Am 22. November 2012 wurde ihr zu Ehren der Agnes-Kunze-Platz in München-Hasenbergl nach ihr benannt.Lage

## Werke
- Agnes Kunze: Verwobene Hoffnung: Briefe und Gedichte aus Indien. Hrsg.: Dorle Dilschneider. EOS Verlag, 1996, ISBN 3-88096-275-8.